# 分鐘人
分钟人（英語：Minuteman），也有译作义勇军、义勇兵、急召民兵、瞬息民兵、快捷民兵、民兵，是指美國獨立戰爭時期麻省的一类召之即来的特殊民兵組織。其成員從美國各地民兵中挑選出精壯的成員所集結。顧名思義，分钟人具有高機動性、快速部署的能力，一旦有狀況發生，可以在「一分鐘內」（比喻非常快速的時間）就集合趕到現場，使到殖民地能夠迅速對戰鬥進行應對。

## 詳細概要
他們是第一批參加獨立戰爭的組織之一，成員佔了整個民兵組織的四分之一。大部分成員都比較年輕，也比較具有機動性，成為了早期革命響應者網路的一部份。
分钟人最著名的事績發生於美國獨立戰爭的首戰列克星敦和康科德战役。分钟人暨自由之子成員保羅·列維爾在美國獨立戰爭爆發前夜，傳播英國正規軍即將從波士頓出兵的情報。列維爾到列星頓報訊之後，前往康科德報訊，遭遇到正在前往康科德軍火庫沒收武器彈藥的英軍而被捕，但在前往列星頓的路上獲釋。由於分钟人的狙擊，英軍退守波士頓，民兵開始圍攻波士頓。
美國LGM-30義勇兵洲際彈道飛彈（LGM-30 Minuteman）的命名有雙重含義：飛彈能快速反應，以及冷戰時期，美國的個體為共同防禦出力，與蘇聯的集體主義形成對比。
這一名詞在後來也被用於稱呼許多美國公民組織的準軍事部隊，以紀念原來分钟人的成功，宣扬愛國主義。

## 註解

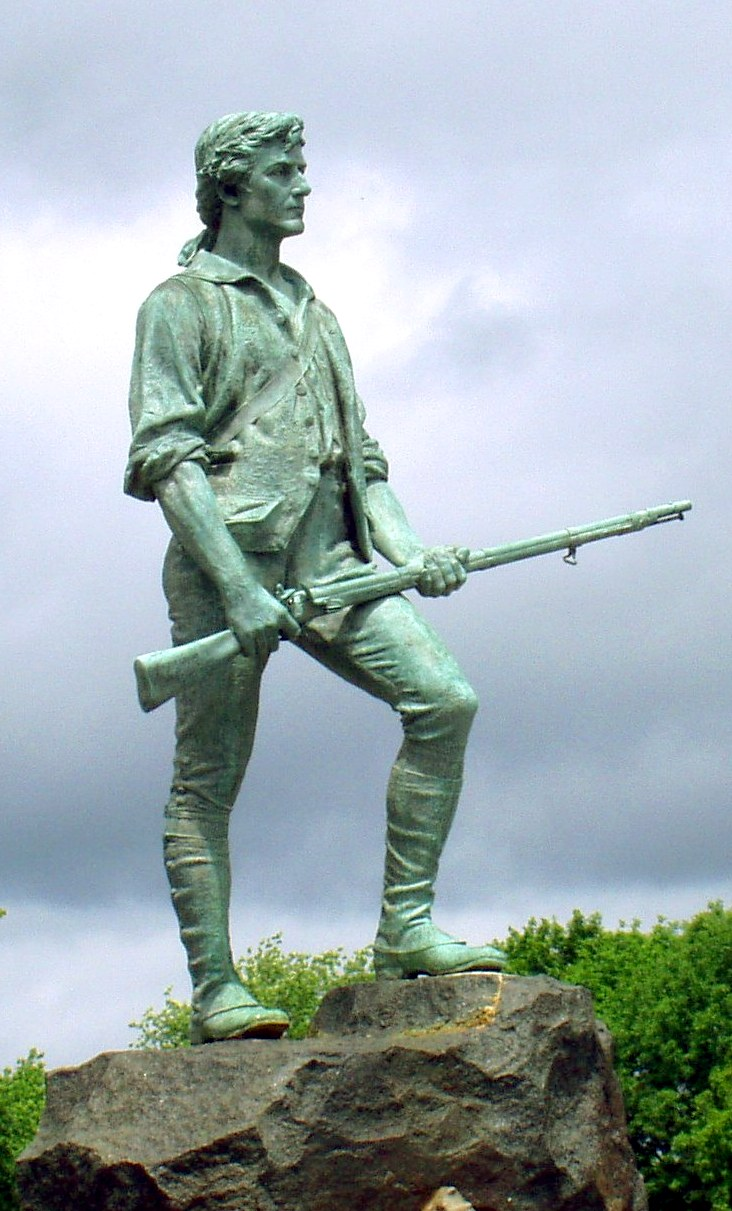
列克星敦義勇兵（約翰·帕克銅像）

1. ↑  如《Fallout 4》繁體中文版的翻譯。
2. ↑  如國立臺灣大學歷史系助理教授宋家復於《像史家一般閱讀：在課堂裡教歷史閱讀素養》一書中的翻譯[2]